# Colfax (Washington)
Colfax è il capoluogo della Contea di Whitman nello Stato di Washington negli Stati Uniti. La sua popolazione era di 2 805 abitanti secondo il censimento del 2010.
Si trova fra le colline ricoperte di grano in una valle, alla confluenza dei rami nord e sud del fiume Palouse. La U.S. Route 195 che costituisce la via principale della città, si interseca con State Route 26 al termine nord della città; in passato, Colfax era luogo di incrocio di tre linee ferroviarie. Il suo nome deriva da Schuyler Colfax, vice presidente degli Stati Uniti nel periodo 1869-73.

## Storia
I nativi americani Palus furono i primi abitatori dell'area di Colfax. I colonizzataro bianchi giunsero soltanto nell'estate del 1870 e costruirono subito una segheria. Seguirono la costruzione di un mulino e altre attività e Colfax crebbe rapidamente divenendo una prosperosa città. In origine, il pioniere James Perkin le diede il nome di "Belleville" in onore della sua fidanzata; quando cambiò fidanzata rinominò la città in Colfax dandole il nome dell'allora vice presidente Schuyler Colfax.
Colfax venne ufficialmente riconosciuta il 29 novembre 1873. Nel 1889-90 la città entrò in concorrenza con diversi altri centri per diventare il sito di una nuova università ad indirizzo agricolo, l'attuale Washington State University. La scelta cadde sulla vicina Pullman, 24 km a sud-est.
La storia antica di Colfax è ricordata per una serie di linciaggi avvenuti nel 1894 e nel 1898.
Fino al censimento del 1930, quando venne sopravanzata da Pullman, è stata la città più popolosa della Contea.